# Orden des himmlischen Kreuzes
Der Orden des himmlischen Kreuzes und der mit Perlen geschmückten Rose soll ein russischer Ritterorden gewesen sein. Er soll 1557 als Hoforden von Zar Iwan IV. dem Schrecklichen als Pendant zum Orden vom Goldenen Vlies Philipps III. von Burgund, dem Drachenorden Sigismunds von Ungarn und dem Elefanten-Orden Friedrichs II. von Dänemark gegründet worden sein.
Die angebliche Ordensdekoration war eine goldene Medaille an einer aus 42 Gliedern bestehende Goldkette. Das Medaillon zeigte die Himmelfahrt Christi.
Da Primärquellen zu diesem Orden fehlen und es in orthodoxen Kirchen generell keine Ordensgemeinschaften gibt, ist seine historische Existenz unwahrscheinlich. Erst Peter der Große gründete 1698 mit dem Orden des Heiligen Andreas des Erstberufenen den ersten historisch bezeugten russischen Ritterorden.
Seine einzige Erwähnung findet der Orden des himmlischen Kreuzes und der mit Perlen geschmückten Rose (lateinisch ordo crucis coelestis & rosae unionibus ornatae) in der vita Alberti III. Animosi von Michael Boehme (1586). Über Wilhelm Ernst Tentzels Fortsetzung der Monatlichen Unterredungen (1706) und Ferdinand von Biedenfelds Geschichte und Verfassung aller Ritterorden (1841) fand er Eingang in die phaleristische Literatur des 19. Jh.